# Антонюк Анатолій Євдокимович
Анато́лій Євдоки́мович Антоню́к (нар. 6 грудня 1934, Славута) — український інженер-будівельник, кандидат технічних наук (1970). Лавреат Державної премії України у галузі архітектури (1999, за реставрацію і пристосування комплексу Грецького монастиря на Контрактовій площі в місті Києві). Дійсний член Міжнародної організації ICOMOS, Академії будівництва України. Заслужений будівельник України.

## Біографія
Народився 6 грудня 1934 в місті Славута Хмельницької області. У 1957 році закінчив Київський інженерно-будівельний інститут, факультет промислового та цивільного будівництва.
Трудову діяльність почав з будівництва підприємства у місті Жовті Води Дніпропетровської області. З 1958 року працював інженером-конструктором у проектному інституті «Укрводоканалпроект», де брав участь у проектуванні інженерних споруд на підприємствах металургійної, хімічної, гірничодобувної промисловості як в Україні, так і за її межами.
У 1966–1971 роках обіймав посаду керівника відділу впровадження нової техніки, раціоналізації та технічної інформації Міністерства сільського будівництва УРСР.
У 1969 році заочно закінчив аспірантуру кафедри підземних споруд, основ і фундаментів Київського інженерно-будівельного інституту. У 1970 році захистив кандидатську дисертацію на тему: «Вплив конструкцій фундаментів на сейсмостійкість будинків».
У 1972–1973 роках працював головним інженером-консультантом Державного проектного інституту Монгольської Народної Республіки (Улан-Батор). Від 1973 року обіймав посаду керівника відділу конструкцій, а від 1976 — головного інженера інституту «УкрНДІпроектреставрація».
З 1983 по 2011 рік очолював інститут «УкрНДІпроектреставрація». На цій посаді Антонюк брав безпосередню участь у реставрації Національного академічного театру опери та балету, Національного палацу культури «Україна», Гостинного двору, комплексу Михайлівського Золотоверхого монастиря, комплексу колишнього Свято-Катерининського (Грецького) монастиря, Притисько-Микільської церкви, церкви Миколи Набережного в м. Києві, собору святого Георгія в м. Каневі, Українського культурного центру в Москві, Володимирського собору в Севастополі тощо. Як науковий керівник брав участь у відтворенні Успенського собору Києво-Печерської лаври.
У 1992 році був радником генерального директора Міжнародного центру з узагальнення та розповсюдження досвіду реставраційних робіт при ЮНЕОСО в м. Рим.
Має 55 друкованих робіт, 4 авторські свідоцтва про винаходи.